# Samson Raphael Hirsch
Samson Raphael Hirsch (ur. 20 czerwca 1808 w Hamburgu, zm. 31 grudnia 1888 we Frankfurcie nad Menem)  – rabin, zwolennik integracji Żydów z nowoczesnym światem przy jednoczesnym przestrzeganiu wszystkich nakazów religijnych.

## Życie i działalność
W 1829 rozpoczął studia z filologii klasycznej, historii i filozofii w Bonn. W 1830 został rabinem Oldenburga, w 1841 został powołany na hanowerskiego rabina krajowego na prowincję Fryzja Wschodnia z siedzibą w Emden, w 1847 – na rabina krajowego w Nikolsburgu, zaś w 1851 został rabinem Izraelickiego Towarzystwa Religijnego we Frankfurcie (towarzystwo to rozwinęło się pod jego przywództwem w modelową gminę ortodoksyjną) .
Od 1854 wydawał miesięcznik „Jeszurun”, którego celem było wspieranie rozwoju życia żydowskiego w domu, gminie i szkole .
W 1876 przeforsował w pruskim Landtagu „ustawę o wystąpieniu” (niem. Austrittsgesetz), dzięki której Żydzi mogli występować z gmin lokalnych i tworzyć odrębne gminy publicznoprawne .

## Poglądy
Hirsch był wybitnym teoretykiem i organizatorem neoortodoksji żydowskiej. Za centrum życia judaistycznego uważał Torę, był zwolennikiem ścisłego przestrzegania nakazów religijnych, a jednak postrzegał wiedzę i kulturę świecką jako ważne elementy światopoglądu żydowskiego i popierał takie reformy, jak np. głoszenie kazań w języku niemieckim czy prowadzenie w szkołach żydowskich przedmiotów świeckich .

## Główne dzieła
- Neunzehn Briefe über das Judentum (1836)
- Horeb. Versuche über Jisroels Pflichten in der Zerstreuung (1837)